# Mantela zlatá
Mantela zlatá (Mantella aurantiaca), známá též jako mantela žlutá, je žába patřící do čeledi mantelovití (Mantellidae) a rodu mantela (Mantella). Její odborné druhové jméno pochází z latinského aurantiacus znamenající zlatý. Vyskytuje se na malém území ve středovýchodních částech afrického ostrova Madagaskar, jedná se o místní endemit. Je horským druhem, který lze nalézt v nadmořské výšce 920–960 m n. m. Dává přednost vlhkým oblastem původních i sekundárních tropických deštných lesů.
Je malou, zavalitou žábou vzhledem připomínajícím pralesničku. Dosahuje velikosti 19 až 24 mm u samců a maximálně 31 mm u samic. U druhu existuje pohlavní dimorfismus, samci jsou menšího vzrůstu a jejich tělo má hranatější tvar. Zbarvení mantel zlatých je žluté, oranžové až červené; slouží jako varování pro predátory, že kůže mantely je jedovatá, protože obsahuje některé alkaloidy získávané z potravy. Mezi oblíbenou potravu patří termiti (Isoptera), mravencovití (Formicidae) či malé mouchy octomilky (Drosophilidae). Živí se také velkým množstvím jiného hmyzu a je schopna se pokusit spolknout téměř vše.
Mantela zlatá je denní živočich, může být aktivní též za úsvitu. Žije ve skupinkách, ve kterých je obvykle dvakrát více samců než samic. Dorozumívá se nejen hlasem, ale také zrakem nebo čichem. Na rozdíl od ostatních mantel není její kvákání intenzivní a skládá se z několika krátkých cvrlikavých zvuků. Rozmnožování začíná u mantel zlatých v období dešťů. Samice klade vejce na vlhkou zem, kde je samec oplodní. Déšť je poté spláchne do menších vodních toků, v nichž se z nich rychle vyvíjejí pulci. Pohlavní dospělosti dosahují po dvanácti až čtrnácti měsících života a dožívají se osmi let.
Mezinárodní svaz ochrany přírody hodnotí mantelu zlatou jako ohrožený taxon. Nebezpečí představuje především ztráta přirozeného prostředí a v některých areálech sběr pro obchodní účely. Druh byl zapsán do druhé přílohy Úmluvy o mezinárodním obchodu s ohroženými druhy volně žijících živočichů a planě rostoucích rostlin. Pro jeho zachování je důležitá ochrana oblastí jeho výskytu. Mantelu zlatou lze snadno chovat v zajetí.

## Nomenklatura

### Etymologie
Druh popsal francouzský herpetolog François Mocquard v roce 1900 na základě jednoho jedince, patrně samce, o velikosti 21,2 mm. Typovou lokalitou se staly lesy na území mezi oblastmi Beforana a Moramanga. Druhové jméno pochází z latinského aurantiacus znamenající zlatý. Jméno pro neuznaný taxon M. a. rubra, který byl uznán jako synonymum pro mantelu zlatou, pochází z latinského rubra, červený. Českým synonymem je pak mantela žlutá.

### Taxonomie
Mantela zlatá byla jedna z prvních popsaných mantel. Patří do čeledi mantelovití (Mantellidae) a rodu mantela (Mantella). Některé populace, které jsou považované za mantely zlaté, mohou ve skutečnosti představovat odlišné druhy. Podobným druhem byla například Mantella milotympanum, dlouho považována za mantelu zlatou. Přestože je mantele zlaté příbuzná, větší příbuznost pravděpodobně vykazuje s mantelou žlutavou (Mantella crocea).
V roce 1996 určil přední odborník na mantely Marc Staniszewski poddruhy Mantella aurantiaca rubra (typovou lokalitou se pro tento poddruh stala oblast lesů Anosibe An'Ala) a Mantella aurantiaca aurantiaca. O tři roky později však němečtí herpetologové Miguel Vences, Frank Glaw a Wolfgang Böhme tuto systematiku neuznali, když pomocí biochemické analýzy nenalezli žádné rozdíly mezi jednotlivými různě zbarvenými populacemi mantel. Na základě této studie z roku 1999 je mantela zlatá zařazena do druhové skupiny Mantella aurantiaca společně s mantelou žlutavou (Mantella crocea) a mantelou druhu Mantella milotympanum.
Molekulární studie založená na 23 jedincích z celkem 14 druhů mantel z roku 2001 však skupinu aurantiaca sloučila do skupiny madagascariensis, jež v předchozí klasifikaci zahrnovala druhy Mantella madagascariensis a Mantella pulchra. Studie ukázala, že přes různost barvy kůže je genetická variabilita u některých skupin mantel minimální. Naopak druhy mantela madagaskarská (Mantella madagascariensis) a M. baroni s téměř identickou barvou kůže se jeví být značně fylogeneticky vzdálené. Jako pravděpodobné sesterské taxony vůči těmto žábám naopak vyšly mantela druhu Mantella nigricans a mantela zlatá; ta tvoří dle studie společný klad s mantelou madagaskarskou. Postavení mantely zlaté je zobrazeno v kladogramu níže.
|  | M. crocea       |
|  |                 |
|  | M. milotympanum |
|  |                 |

|  | M. aurantiaca       |
|  |                     |
|  | M. madagascariensis |
|  |                     |

|  | M. crocea       |
|  |                 |
|  | M. milotympanum |
|  |                 |

|  | M. aurantiaca       |
|  |                     |
|  | M. madagascariensis |
|  |                     |

|  | M. crocea       |
|  |                 |
|  | M. milotympanum |
|  |                 |

|  | M. aurantiaca       |
|  |                     |
|  | M. madagascariensis |
|  |                     |

|  | M. crocea       |
|  |                 |
|  | M. milotympanum |
|  |                 |

|  | M. aurantiaca       |
|  |                     |
|  | M. madagascariensis |
|  |                     |

|  | M. crocea       |
|  |                 |
|  | M. milotympanum |
|  |                 |

|  | M. aurantiaca       |
|  |                     |
|  | M. madagascariensis |
|  |                     |

|  | M. crocea       |
|  |                 |
|  | M. milotympanum |
|  |                 |

|  | M. aurantiaca       |
|  |                     |
|  | M. madagascariensis |
|  |                     |

|  | M. crocea       |
|  |                 |
|  | M. milotympanum |
|  |                 |

|  | M. aurantiaca       |
|  |                     |
|  | M. madagascariensis |
|  |                     |

|  | M. crocea       |
|  |                 |
|  | M. milotympanum |
|  |                 |

|  | M. aurantiaca       |
|  |                     |
|  | M. madagascariensis |
|  |                     |

## Výskyt

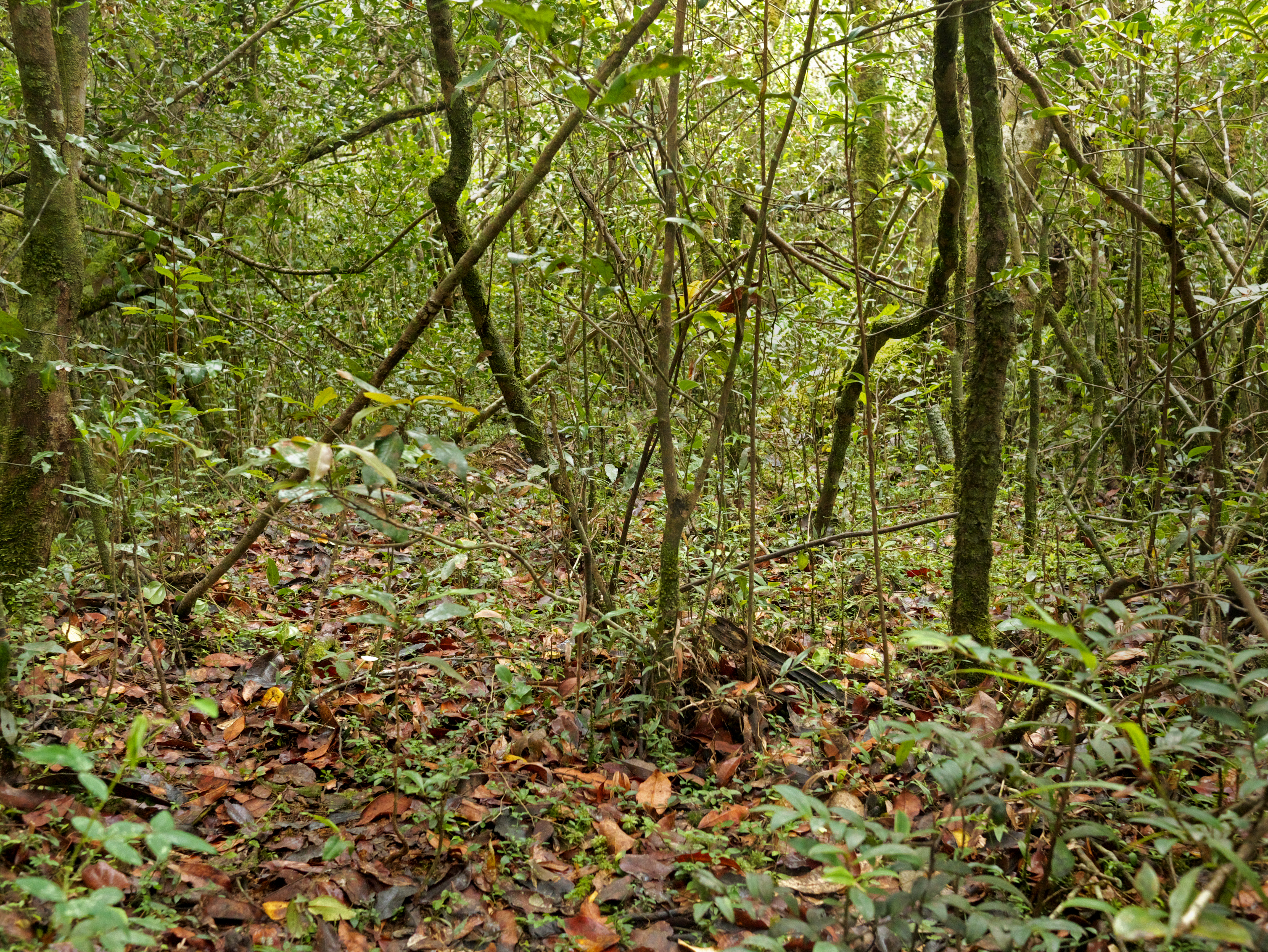
Habitat mantely zlaté v oblasti Torotorofotsy

Mantela zlatá je endemit Madagaskaru, kde se ostrůvkovitě vyskytuje ve středovýchodní části ostrova v širším okolí města Moramanga. Areál výskytu je soustředěn především do oblasti Torotorofotsy ležící asi 7 km na severozápad od města Andasibe (a cca 16 km severovýchodně od Moramangy). Jedná se o bažinatou oblast, v některých místech obklopenou sezónně zaplavovanými galeriovými lesy, čímž představuje vhodné místo pro reprodukci mantel. Významná mokřadní oblast je chráněna Ramsarskou úmluvou. Populace mantely zlaté jsou zde situovány do třech hlavních jader výskytu. Nejlépe prostudovaná oblast se nachází na konci nepoužívané železnice a je nazývána „Torotorofotsy 1”. Přítomnost druhu byla zjištěna i v několika jiných lesních oblastech severně a jižně od Moramangy, tato stanoviště jsou však mnohdy fragmentovaná a narušená lidskou činností. Roku 1997 byly mantely zlaté objeveny v narušovaných bažinatých lesích oblasti Ambatovy blízko hranic národního parku Andasibe-Mantadia, a je tedy možné, že se část populace vyskytuje i přímo v národním parku. Celkový rozsah výskytu mantely zlaté je odhadován na 112 km2. V posledním vyhodnocení Mezinárodního svazu ochrany přírody byl tento rozsah navýšen.
Mantela zlatá žije v původních i sekundárních tropických deštných lesích. V nich dává přednost vlhkým oblastem, zpravidla pandánových lesů, kde preferuje slunná stanoviště. Obývá travnatý nebo mechový porost. Jedná se o horský druh žijící v nadmořské výšce 867 až 1 065 m n. m. V těchto oblastech je vysoká vlhkost vzduchu, s ročními úhrny srážek až 1700 mm. Denní teplota se během roku pohybuje od 15 do 24 °C, noční teploty mohou klesnout až k 0 °C.

## Popis

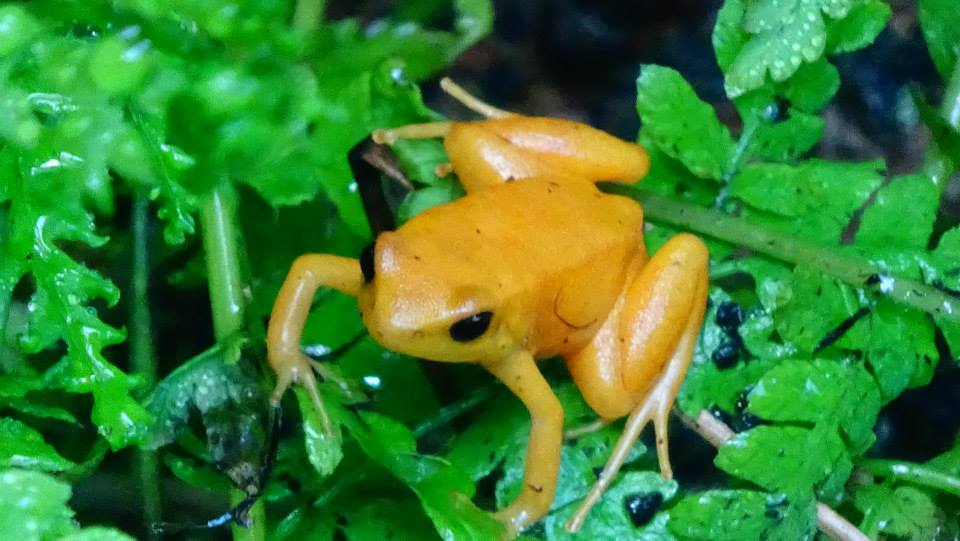
Žlutooranžová mantela zlatá

Mantela zlatá je malá a zavalitá žába. Vzhledem se podobá žábám patřícím do čeledi pralesničkovití, jež žijí v Jižní Americe, avšak není s nimi blízce příbuzná a vzájemná podobnost je dána konvergentní evolucí. Dosahuje velikosti 19 až 24 mm u samců a maximálně 31 mm u samic. U druhu se vyvinul pohlavní dimorfismus; samci jsou drobnější a štíhlejší, s tělem hranatějšího tvaru než mají samice. Končetiny jsou krátké, prsty vybavené lepivými polštářky. Na zadních končetinách má mantela zlatá pět prstů, na předních čtyři. Samci mají jeden rezonanční měchýřek. Pulcům tohoto druhu rostou oči na vrcholu hlavy a chybí jim vnější žábry.

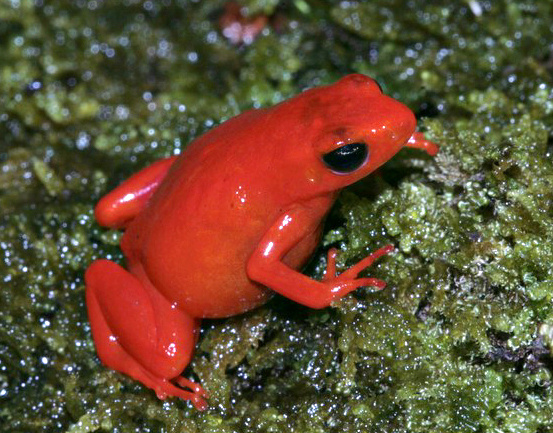
Červenooranžová mantela zlatá

Mantela zlatá má žluté, oranžové až červené zbarvení. Kůže žab působí průsvitně. Přestože mají mantely na pohled hladkou kůži bez bradavic, má velmi jemně zrnitý povrch. Na vnitřní straně zadní nohy je červeně zbarvená. Břicho má stejné zbarvení jako zbytek těla, avšak je světlejší a skrz něj mohou být viditelné některé vnitřní orgány. U samců má světlejší odstíny než u samic a lze na něm pozorovat úzké dvojice kanálků, které u samců vedou sperma a moč. Přestože i samice mají tyto kanálky, nejsou příliš výrazné, neboť je překrývá děloha a vejcovody, stále však slouží k transportu moči. Kanálky samců lze sledovat položením samce na záda do průhledné nádoby naplněné malým množstvím vody. Oči jsou černé, avšak jejich horní část může být zlatě zabarvená. Mladí jedinci jsou zbarvení olivově, s tmavými skvrnami na těle, které slouží jako maskování. Rovněž končetiny jsou posázeny tmavými pruhy; zbarvení charakteristické pro tento druh získají mláďata až za několik týdnů.
Kvůli barvě kůže je mantela zlatá ve svém přirozeném prostředí prakticky nezaměnitelným druhem, zlaté zbarvení však není mezi žábami zcela výjimečné, dosahovala jej také vyhynulá ropucha zlatá (Incilius periglenes), jež se vyskytovala v Kostarice, a atelopus panamský (Atelopus zeteki). Příbuzný druh Mantella milotympanum lze od mantely zlaté odlišit červenější kůží s výraznějším granulováním a černým bubínkem. V porovnání s mantelou zlatou rovněž bývá menší.

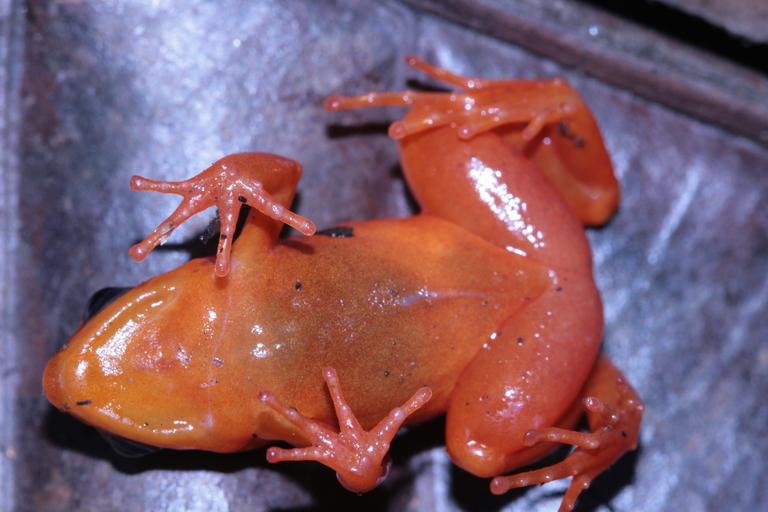
Mantela zlatá, břicho

Zbarvení je, stejně jako u některých jihoamerických jedovatých žab, varovným signálem pro okolí, že kůže mantely zlaté obsahuje jedovaté alkaloidy, konkrétně jsou v ní zastoupeny některé pumiliotoxiny, dále allopumiliotoxiny a homopumiliotoxiny, pyrrolizidiny, indolizidiny a quinolizidiny. Toxiny nejsou nebezpečné pro člověka, avšak žábu chrání před některými predátory, kteří by se ji pokoušeli pozřít, jako jsou někteří ptáci a savci.

## Chování

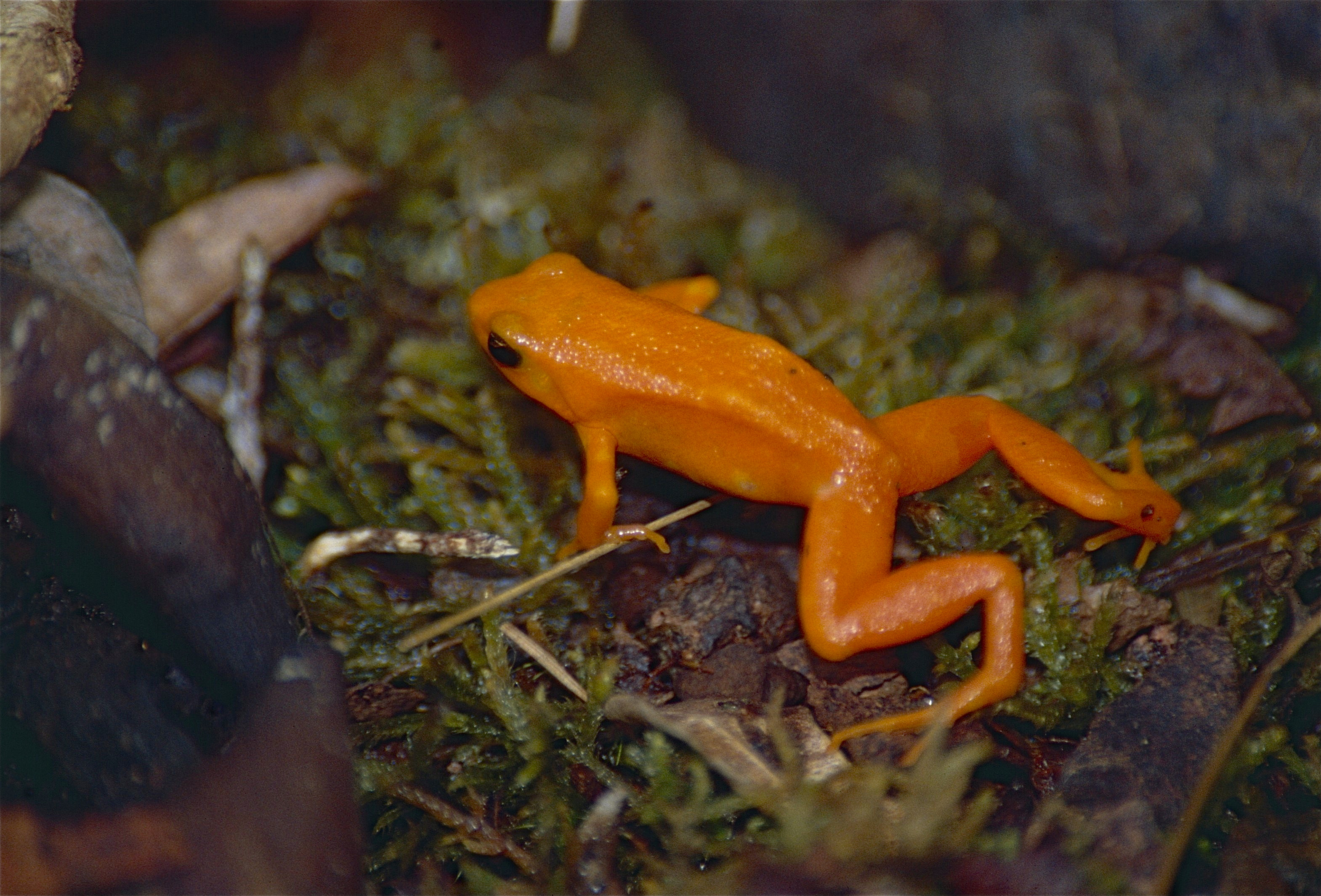
Mantela zlatá focená v Moramanze

Mantela zlatá je denní živočich aktivní rovněž za úsvitu přičemž zimní měsíce přečkává ukrytá pod kořeny stromů. Většinu dne tráví hledáním potravy, může však také bojovat s jinými mantelami nebo lákat ostatní jedince svého druhu. Žáby s oblibou sedávají v kalužích a nechávají na sebe svítit slunce. Jsou to společenská zvířata žijící ve skupinkách, ve kterých je obvykle dvojnásobný počet samců než samic, samci jsou také hojnější než samice. Mantely zlaté se dorozumívají především hlasem, ke komunikaci mohou sloužit také zrakové nebo čichové podněty. Kvákání zní jako krátké nepravidelné cvrlikání (někdy popisované jako pípání) a je složené z množství krátkých poznámek o délce 50 až 60 ms. Má frekvenci 4,5–6,5 kHz, podle jiné analýzy činí frekvenční rozsah 3 až 7 kHz. Z neznámých příčin kvákají mantely zlaté méně než ostatní druhy mantel. Možným vysvětlením je snaha neupozorňovat na sebe predátory nebo úspora energie.

### Potrava

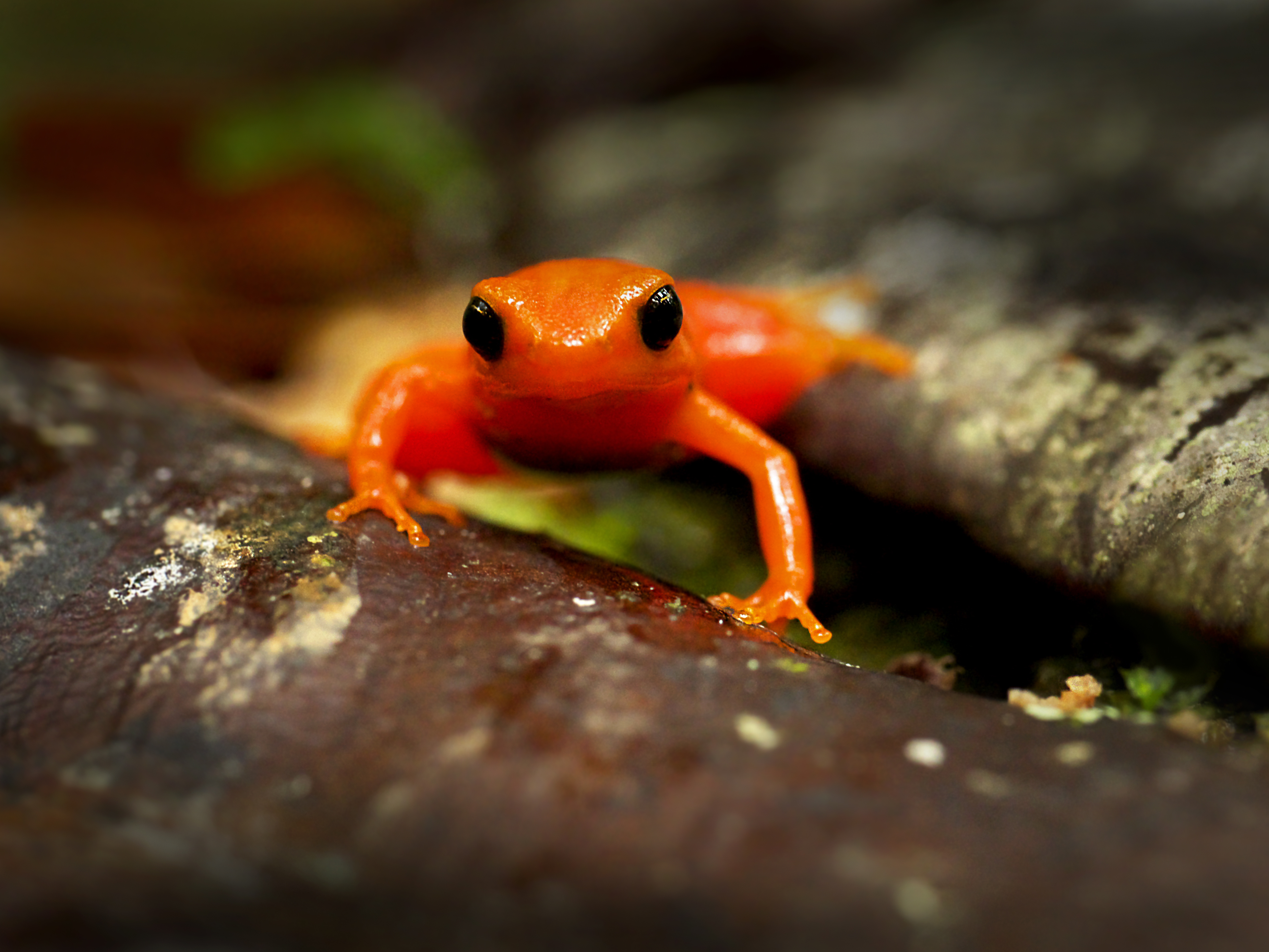
Mantela zlatá se prodírá listovím, oblast Torotorofotsy

Mantela zlatá je čistě hmyzožravá, svou potravu hledá na zemi. Malá velikost jí umožňuje lovit pouze drobnou kořist. Mezi oblíbenou potravu patří termiti (Isoptera), mravencovití (Formicidae) či malé mouchy octomilky (Drosophilidae). Žere také velké množství jiného hmyzu a je schopna se pokusit spolknout téměř vše. Dle studie provedené v roce 2004 v oblasti Torotorofotsy na 23 dospělých samcích a 42 dospělých samicích bylo zjištěno, že mravencovitých žáby zkonzumovaly menší počet, než se očekávalo. Tvořili asi 11 % potravy u samců a 15 % potravy u samic. Žáby naopak pozřely větší množství různých roztočů, kteří dle studie tvořili 34 % jídelníčku samců a 18 % jídelníčku samic. Velká část potravy byla zastoupena také mouchami a chvostoskoky. Samice volí raději dvoukřídlé s měkkým tělem, zatímco samci se specializují na roztoče. Mezi největší zachycenou kořist patřily larvy hmyzu, či stejnonožci a stonožky o délce 6 až 9 mm a vůbec největším exemplářem se stala stonožka měřící 47 mm.
Konzumace bezobratlých, například mravenců z rodů Tetramorium či Paratrechina, jež obsahují řadu alkaloidů, umožňuje žábám vstřebávat jedy do kůže. Na základě studie z roku 2004 vyšlo najevo, že jedovaté žáby nemusejí preferovat pouze toxické mravence a roztoče, naopak velké množství zkonzumovaných mravencovitých může být způsobeno hlavně jejich rozsáhlým výskytem v přirozeném prostředí. Jedinci chovaní v zajetí o jedovatost kvůli nedostatku jedovatých živočichů přicházejí, jed však znovu snadno získají přikrmováním drobnými muškami poprášenými těmito alkaloidy.

### Rozmnožování

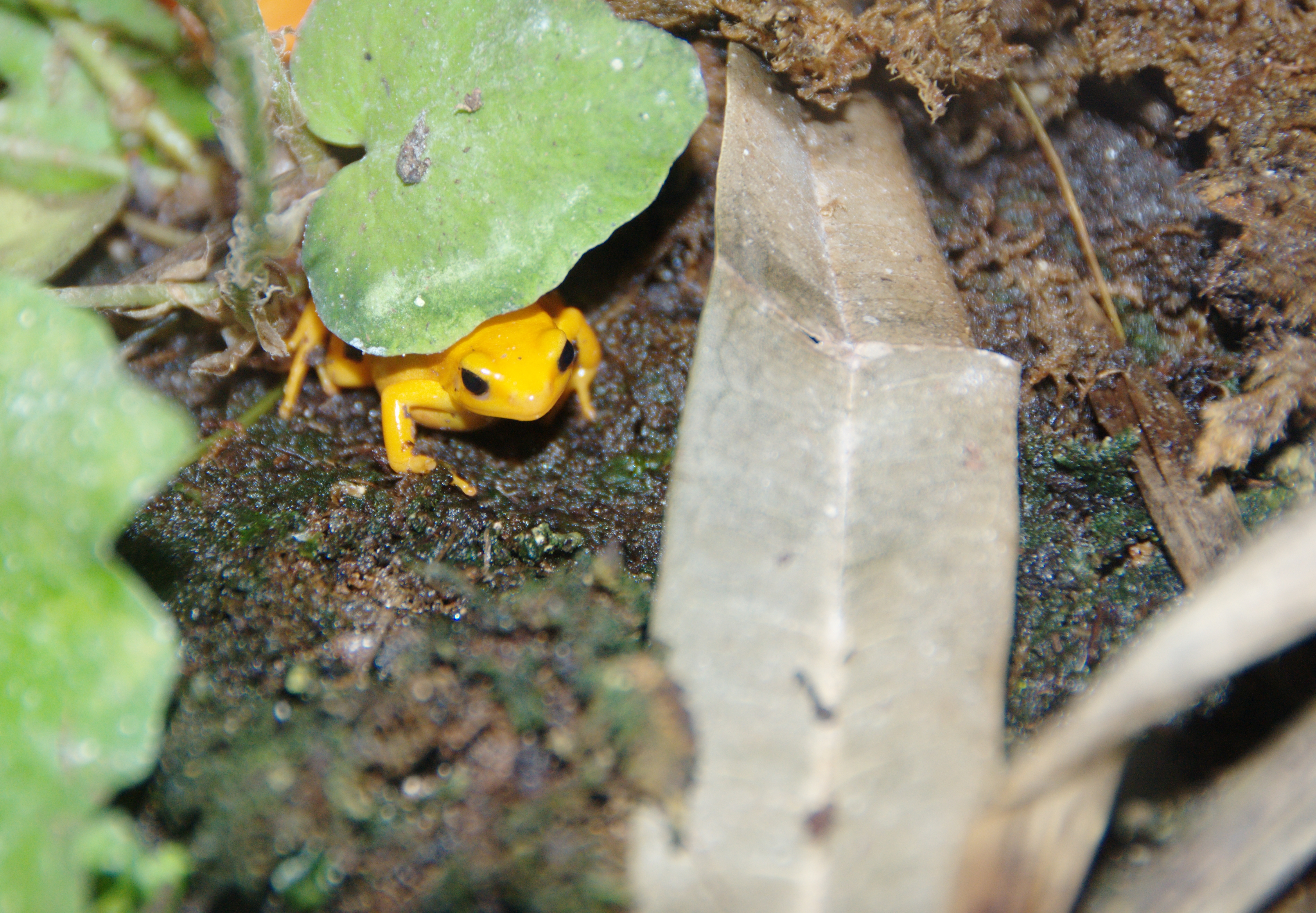
Mantela zlatá pod listem

Rozmnožování u mantel zlatých začíná v období dešťů, kdy je v oblasti výskytu hojnost potravy. Páření probíhá od listopadu do dubna, protože se v dané době zvyšuje teplota spojená s dostatkem srážek a vlhkosti vzduchu. Samci v době páření lákají samice kvákáním a obě pohlaví projevují zvýšenou agresivitu, spojenou i s ochranou území před vetřelci. Převážně samci mohou někdy chytit konkurenty za přední část těla a odtlačit z území pryč. Amplexus je u tohoto druhu pouze naznačen (cefalická forma) a probíhá na zemi na skrytém místě, například pod stromovou kůrou nebo kameny. Pokud samice není připravena k páření, snaží se převrátit na záda, kope nohama a tak samce shodí.
Vajíčka nejsou kladena do vody, ale na vlhkou zem, například do organického materiálu. Jsou bílá, o velikosti 1,5–2,0 mm, a uložena v rosolu. V jedné snůšce jich může být 20 až 100; samice je klade obyčejně do míst, kde jsou chráněna před okolními vlivy, takže volí například vnitřní stranu listů, prostory pod kůrou, vnitřní prostor kokosových skořápek, ale zaznamenána byla rovněž místa pod plastovou fólií. Po nakladení jsou vajíčka okamžitě oplozena samcem, ačkoli doba nutná k oplození vajíček může činit až dva dny, a na oplození se může podílet i vícero samců. Nakladením vajec se samice o nenarozené potomstvo přestává starat. Prudké deště poté vajíčka spláchnou do malých vodních nádrží, kde jejich vývoj pokračuje. Po zhruba čtrnácti dnech se z vajíček líhnou pulci, kteří se živí převážně rostlinnou potravou. Doba přeměny na žábu nebyla ve volné přírodě zaznamenána, ale dospělec se z pulce vyvine asi po 70 dnech. Malé žabky měří 11 mm a živí se již masitou stravou.
Pohlavní dospělosti mantela zlatá dosahuje ve dvanácti až čtrnácti měsících života. Průměrná délka života mantel ve volné přírodě je 8 let, v zajetí 3,7 roku. Jedna mantela chovaná Marcem Staniszewskim se dožila dvanácti let.

### Predátoři, parazité a nemoci

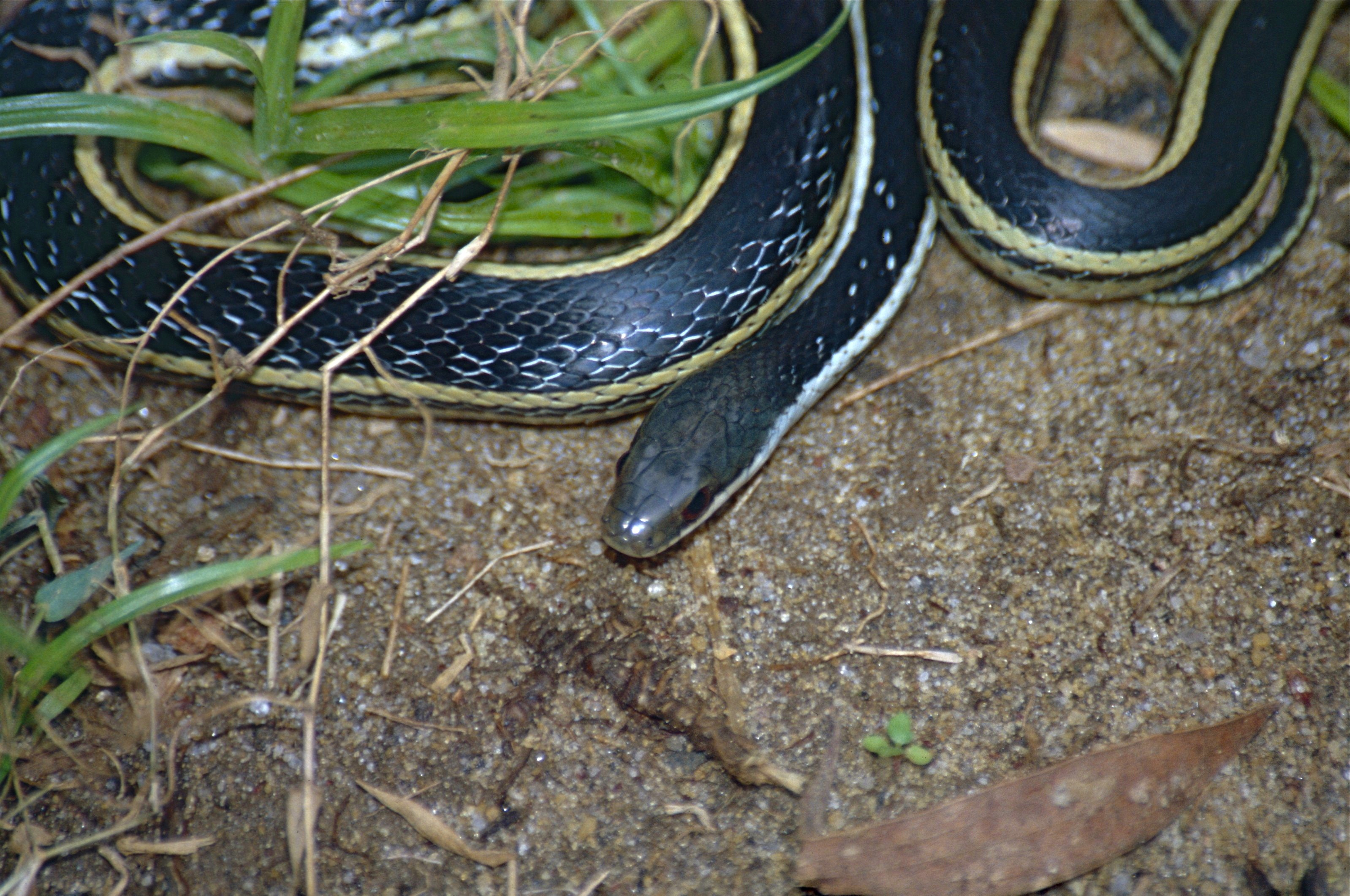
Had Thamnosophis lateralis, jenž byl zaznamenán jako predátor mantely zlaté

Pro přítomnost jedu a výstražné zbarvení není mantela zlatá ohrožována mnoha predátory; do roku 2009 byly doloženy pouze dvě predace, obě v oblasti Torotorofotsy. V prosinci 2004 byla pozorována ještěrka z rodu Zonosaurus, která ulovila a sežrala jednoho samce mantely bez jakýchkoliv příznaků intoxikace. V lednu 2007 pak had z rodu Thamnosophis, s největší pravděpodobností Thamnosophis lateralis, ulovil a pozřel mantelu rovněž bez projevů otravy alkaloidy, které pro něj nejsou nebezpečné, což potvrdily následující studie z let 2007 až 2008, kdy byli tito hadi krmeni mantelami bez jakýchkoli příznaků otravy.
U druhu se pak vyskytuje takzvaný syndrom sirkových nohou vznikající ze špatné potravy či životního prostředí, svou roli hraje i genetika. Tato nemoc se projevuje nepravidelným růstem kostí na nohou, některé klouby se nevyvinou vůbec, a také svalovou atrofií.

## Hrozby

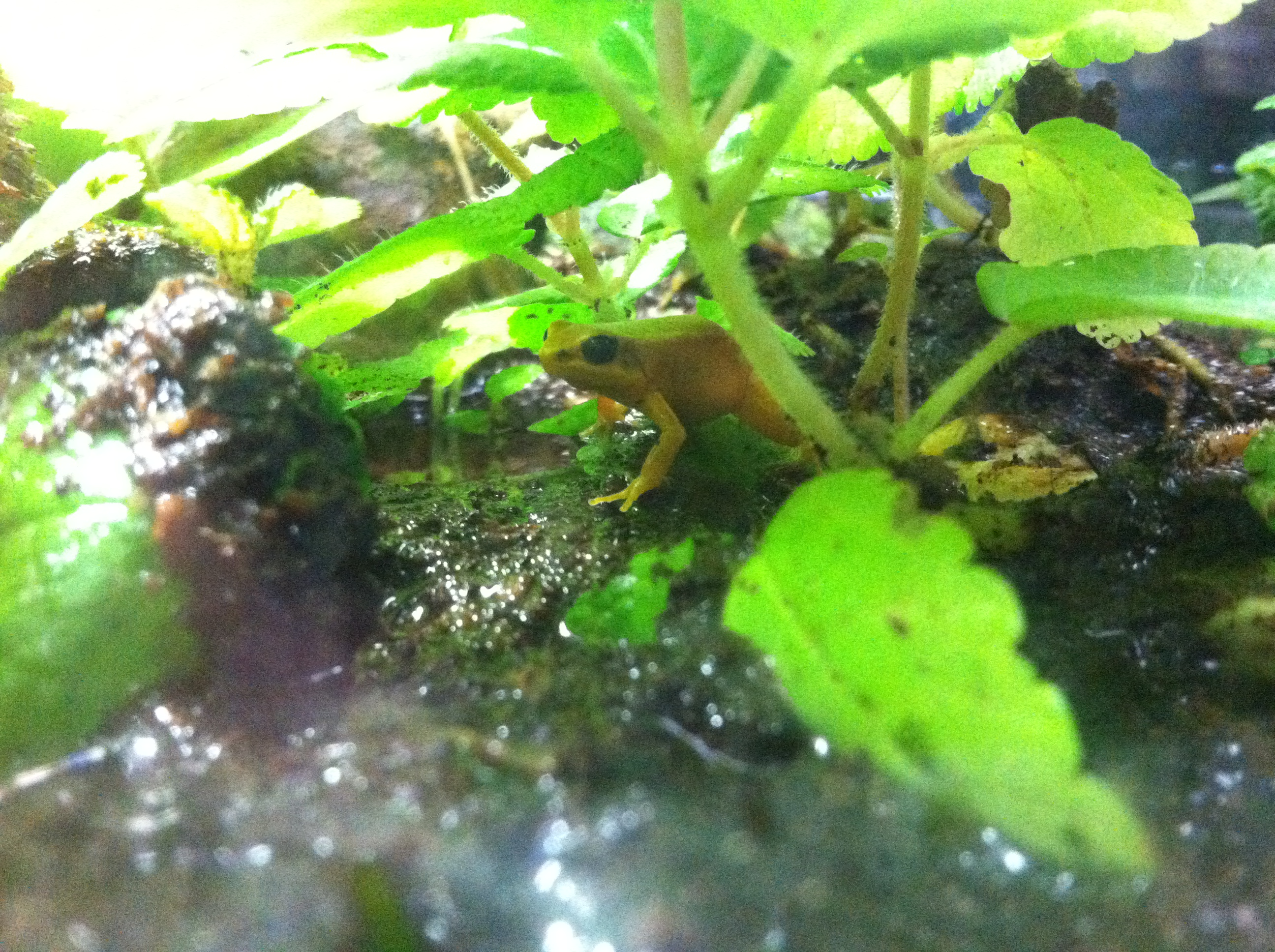
Mantela zlatá v Smithsonian National Zoological Park, celkem ji chová asi 35 zoologických zahrad a dalších institucí

Populace mantel zlatých má klesající tendenci. Ohrožení pramení především z důsledku úbytku přirozeného prostředí. Populace druhu jsou od sebe odděleny a žijí v lesích ohrožených lidskou činností, jako je přetváření původních lesů na zemědělské oblasti a těžba dřeva. Kácení stromů, i když probíhá výběrově, narušuje původní strukturu lesa, způsobuje větší pronikání světla do podrostu a piliny z pokácených stromů navíc mohou znečišťovat vodní toky. V areálu výskytu tohoto druhu též probíhá ilegální dobývání zlata a na části území se také těží nikl, což vede k dalším ztrátám původních stanovišť. Až 23 % areálu výskytu přičemž podle dat z roku 2010 nespadá pod žádnou ochranu. Hrozbou jsou také požáry. V roce 2001 byla oblast Torotorofotsy postižena požárem, jenž zničil velkou část vhodného biotopu. Přesto v postižených areálech byly mantely i následující roky pozorovány.
K dalším hrozbám patří odchyt žab z volné přírody, především kvůli jejich atraktivnímu zbarvení. Přestože ještě neměl velký dopad na populaci, v některých oblastech je prováděn nadměrně a může hrozit zmenšování populací. Členové amerických organizací John Jensen z Georgia Department of Natural Resources a Carlos Camp z Piedmont College zmínili, s odkazem na dvě studie, že obchod s tímto druhem je významnou hrozbou. Bývalý člen Komise IUCN pro zachování druhů Simon Stuart však následně sdělil, že sběr žab může mít naopak i pozitivní dopad: Madagaskar patří mezi rozvojové země a jeho obyvatelé jsou nuceni kácet lesy, aby se uživili; finanční prostředky ze sběru žab pro zdejší lidi by tedy mohly snížit kácení lesů.
Potenciální hrozbou je pak nákaza plísní Batrachochytrium dendrobatidis, známá jako chytridiomykóza, jež je nebezpečná pro všechny druhy obojživelníků. Případnému šíření této plísně muže napomoci změna klimatu. K roku 2020 však plíseň neměla na populace madagaskarských obojživelníků výraznější dopady. Naopak se začíná objevovat nová hrozba, a sice šíření invazivní ropuchy jihoasijské (Duttaphrynus melanostictus), jejíž přítomnost byla na Madagaskaru poprvé potvrzena roku 2014. Ropuchy mohou představovat vektory infekčních onemocnění a představovat potravní konkurenty původním žabím druhům ostrova.

### Ochrana

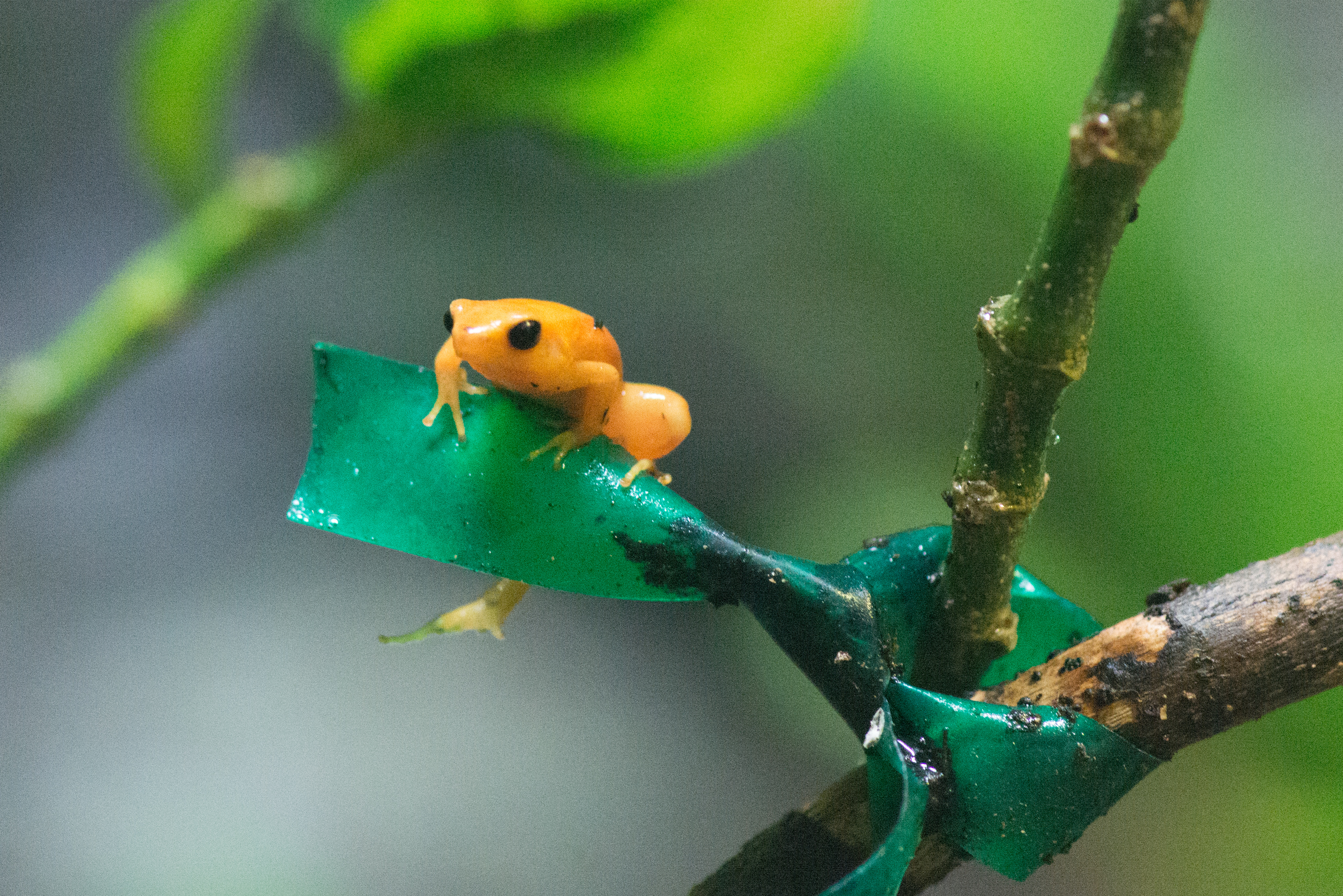
Mantela zlatá v oaklandské zoologické zahradě

Mezinárodní svaz ochrany přírody (IUCN) řadil mantelu zlatou dlouhodobě mezi kriticky ohrožené druhy, při posouzení IUCN z roku 2020 nicméně došlo k přeřazení jen mezi ohrožené druhy. Podobně jako všechny ostatní druhy mantel byla i mantela zlatá zapsána do druhé přílohy Úmluvy o mezinárodním obchodu s ohroženými druhy volně žijících živočichů a planě rostoucích rostlin, která koriguje celosvětový obchod. Mantela zlatá sem byla zařazena roku 1995. Po zavedení vývozních limitů se výrazně snížilo obchodování s mantelami, přičemž IUCN podporuje zachování regulovaného obchodu na trvale udržitelné úrovni. Podle vyhodnocení CITES z roku 2018 je z Madagaskaru vyvezeno několik stovek mantel ročně.
Mantela zlatá se vyskytuje v oblasti Torotorofotsy, chráněné Ramsarskou úmluvou, a okolí Réserve Spéciale d'Analamazaotra, části Národního parku Andasibe-Mantadia. Pro rezervaci Torotorofotsy představuje vlajkový druh. Zachování přirozeného stanoviště zůstává pro přežití tohoto druhu nadále klíčová. Ač u více než 60 % lokalit probíhají určité ochranářské snahy, oblasti jsou přesto pod velkým tlakem ze strany těžařů a zemědělců, a je pravděpodobné, že některé areály, kde se mantela zlatá vyskytuje, budou kvůli lidské činnosti úplně ztraceny (k roku 2010). Podle posledního hodnocení IUCN je nutné zlepšit správu a ochranu chovných oblastí, a to jak v rezervacích, tak mimo ně. Potřebný je také další monitoring, a to jak z hlediska zjištění populačních parametrů, tak z hlediska šíření plísňových onemocnění. Pro zachování druhu je také důležité vzdělávat místní obyvatelstvo k ochraně místních lesů, i když jim přináší jen minimální výhody.
Na celém světě mantelu zlatou chová 35 zoologických zahrad (2016). Druh v nich bude zachován i při případném vyhynutí v přírodě a zahrady se tak mohou stát zdrojem pro zpětné vypouštění žab do volné přírody. Od roku 2012 je tento druh chován v chovném zařízení v Andasibe, zde umístěné mantely mají být postupně vysazovány do vhodných stanovišť.

## Chov vzajetí

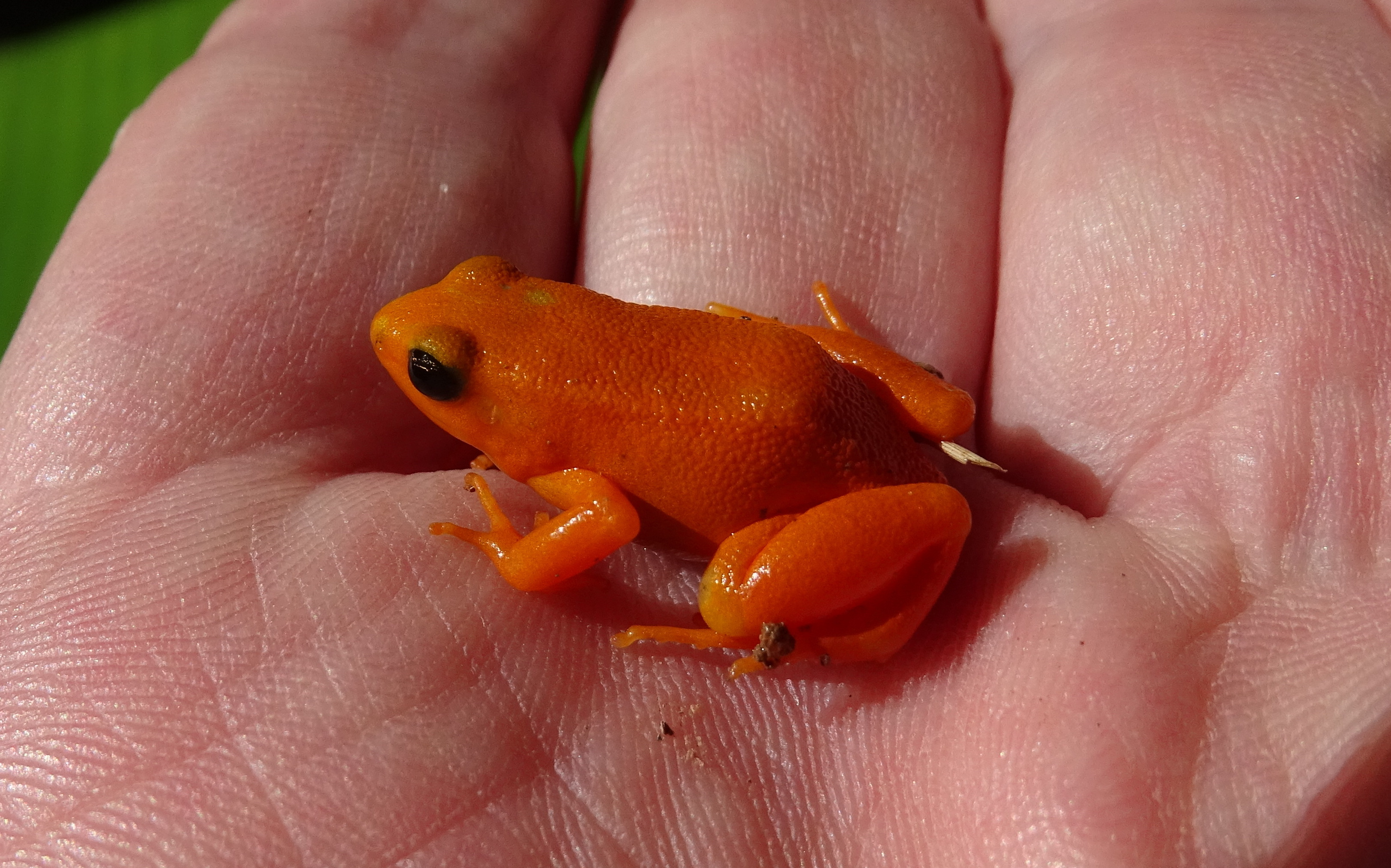
Mantela zlatá na ruce člověka

Mantelu zlatou lze chovat v zajetí a jedná se o nejznámější žábu svého rodu. Patří mezi druhy vhodné pro začínající chovatele. Přestože se jedná o malé žáby, vhodnější je pro ně prostorné terárium kvůli teritorialitě samců. Pokud je v malém teráriu mnoho žab, následný stres může vést až k úmrtím. Ideální velikost terária pro 3 až 4 jedince je 60×30×30 cm. Podklad v domácím chovu je tvořen ze štěrku, keramzitu nebo rašeliníku, s možností zasazení živé rostliny či přidáním kusu dřeva. Vhodné je také doplnit vodní plochu. Žáby však ve vodě netráví mnoho času, proto by vodní plocha neměla být příliš velká. Voda nesmí obsahovat chlor ani těžké kovy.
Mantely zlaté žijí v nižších teplotách než pralesničkovití a teplota v jejich domovině kolísá; vhodné je udržovat teplotu okolo 20–23 °C ve dne s vlhkostí až 90 % a 16–18 °C v noci, kdy by se měla vlhkost přiblížit maximu. Nutné je žábám zajistit 10 až 12 hodin světla denně v zimě, v létě více, asi 12–14 hodin denně. Terárium by mělo být dobře větrané, aby se v něm zamezilo množení bakterií a plísní.
Mantely zlaté se v zajetí živí běžným krmivem pro žáby, jako vhodná potrava se nabízejí octomilky a cvrčci. Pulci žerou převážně potravu pro akvarijní ryby, pro mladé žáby jsou pak vhodní chvostoskoci doplnění o minerály a vitamíny.
Rozmnožování v zajetí je u mantely zlaté podobné jako u všech ostatních mantel mimo mantely širokoprsté (Mantella laevigata). Do místa pro kladení vajec nesmí dopadat světlo, posloužit může například malý kelímek zasazený do země nebo kusy izolačních korkových desek. Za několik dní jsou vajíčka přenesena do malých plastových nádob s trochou vody, kde se dále vyvíjejí a po vylíhnutí je třeba pulce přenést do velké (přibližně padesátilitrové) nádoby s vodou o teplotě 20 až 24 °C, což nahrazuje spláchnutí dešti ve volné přírodě. Voda by měla být doplněna například o listy. Poté, co jim narostou nohy, jsou přeneseni do nádrže s menším množstvím vody.

## Chov v zoo
Tento druh žáby není v evropských zoo chován příliš často. Dle databáze Zootierliste jich bylo v únoru 2022 přibližně 40, včetně dvou českých zoologických zahrad: Zoo Plzeň a Zooparku Zájezd (od 2011).